# Styloleptus inermis
Styloleptus inermis är en skalbaggsart som först beskrevs av Fabricius 1801.  Styloleptus inermis ingår i släktet Styloleptus och familjen långhorningar.
Artens utbredningsområde är Guadeloupe. Inga underarter finns listade i Catalogue of Life.